# ハシドイ
ハシドイ（学名: Syringa reticulata、丁香花、丁香樹）は、東アジア原産のモクセイ科ハシドイ属の樹木である。

## 形態
落葉性広葉樹で最大樹高12m、胸高直径3mに達する亜高木。樹皮は平滑、灰褐色で横向きの条線が良く目立ちサクラ類の樹皮に似る。一年生枝には明瞭な皮目がある。葉は交互対生するか3枚が輪生する。葉は広卵形で先端はやや尖るが根元は円に近い特徴的な形で鋸歯は無い（いわゆる全縁）。葉は全体的にやや厚いことも特徴の一つ。
花は両性花で20cm前後の円錐花序が出てそこに白い小花を多数つけるも。モクセイ科に共通の合弁花で花冠の根元は癒着する。先端は4裂、雄蕊は2本。花色ははじめ白いが、花の盛りの時期を過ぎると黄色みが強くなる。花はライラックと同様に芳香があるが、開花時期は本種の方がやや遅い。花粉はほぼ球形、両極を結ぶ3溝孔、花粉粒全面に網目状の彫紋があるというモクセイ科全体に共通するものである。モクセイ科の花粉は網目の大きさなどに若干の差があるが、違う属であってもよく似た形態になっている。開花時期は初夏、果実は蒴果で同年秋には熟す。種子には翼がある。
ハシドイの冬芽は仮頂芽タイプで、2つが並ぶ対生になる。これに対し、同科トネリコ属は頂芽が発達する。側芽も原則として対生に並ぶが、一年生枝は左右でややずれる亜対生となるときがある。芽鱗は5対程度で形は卵型、色は褐色となる。側芽は下のものほど小さく、春の展葉時には頂芽だけが開く。葉痕は突き出した半円形や三日月形で、小さな維管束痕が多数並ぶ。
根系は浅根性で水平根が多いが、垂下根も幾らか伸ばす。細根は地表付近に多いが深部にも出す。

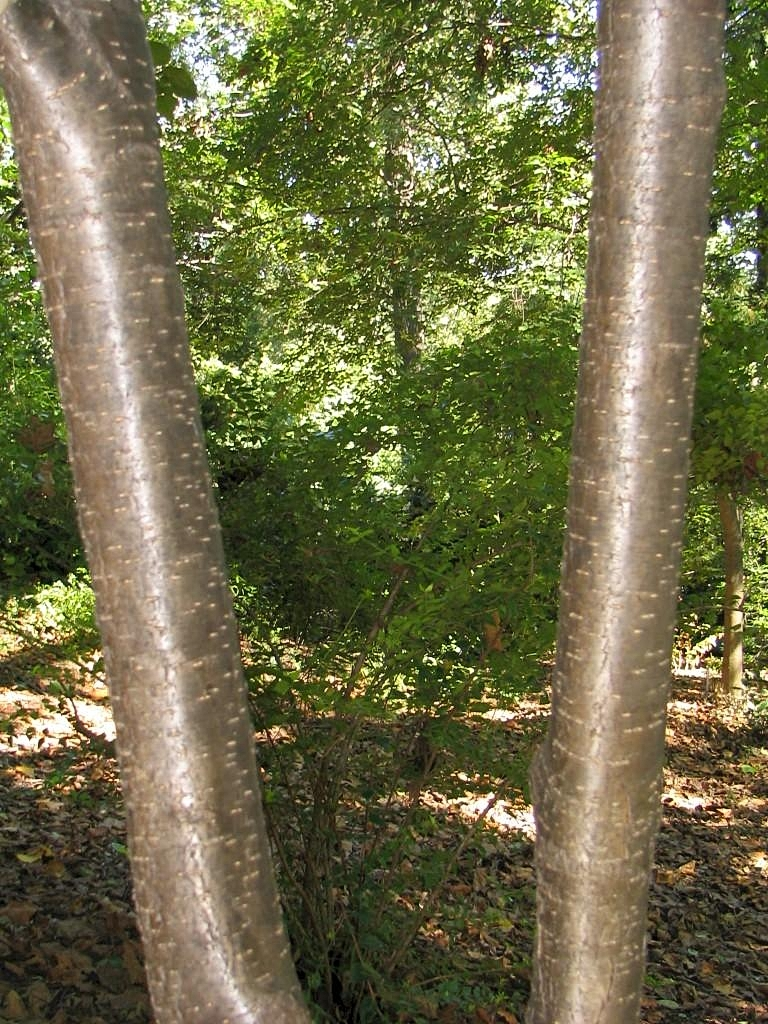
樹皮はサクラ類に似る
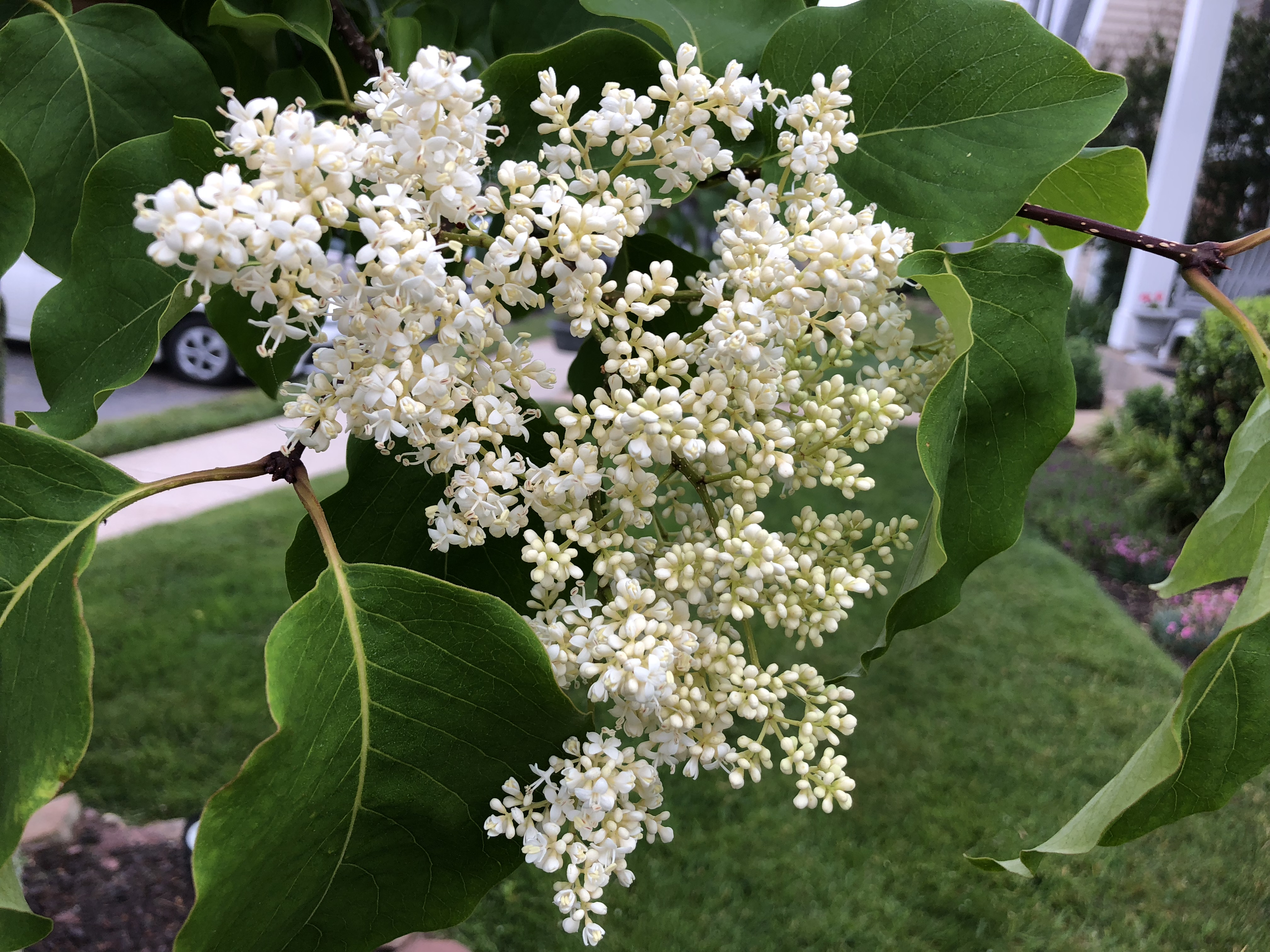
葉は対生で分厚い。雄蕊が2本あるのが分かる
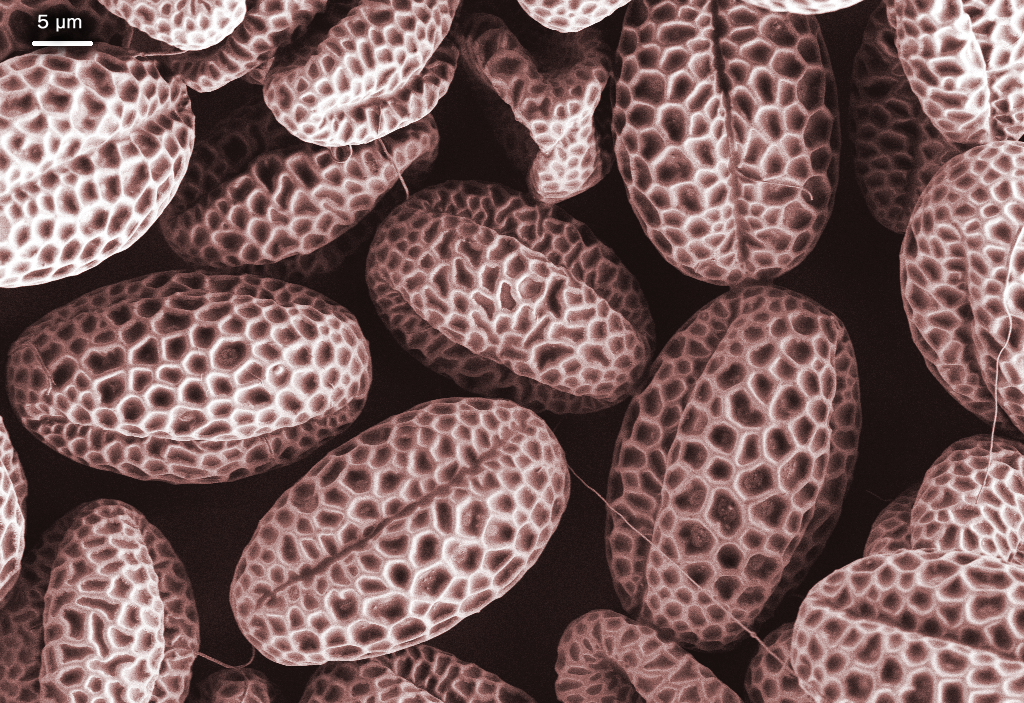
参考：ハシドイ属の花粉の電子顕微鏡写真
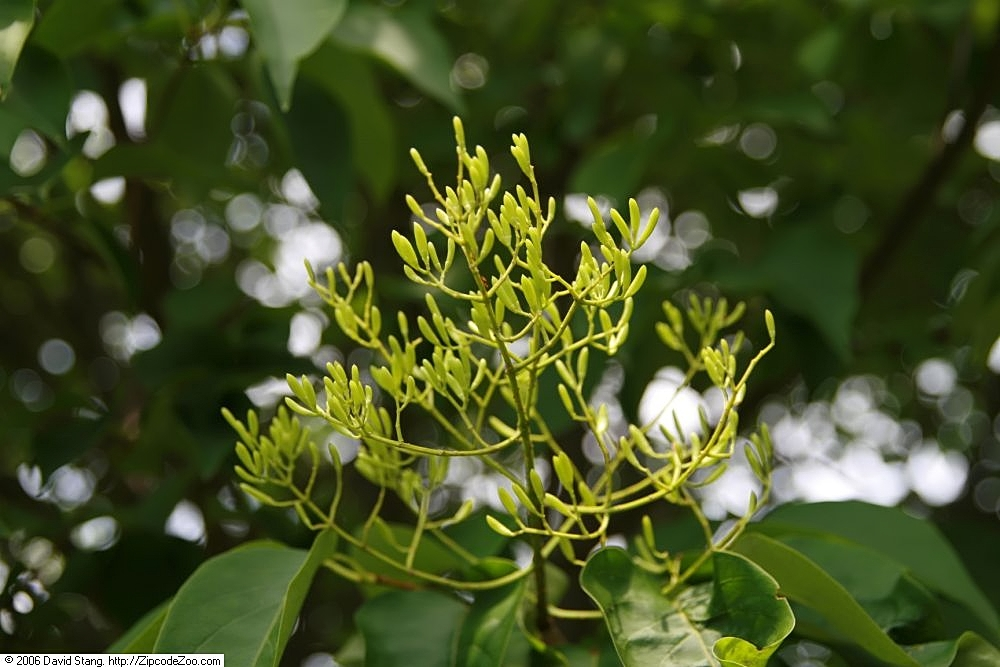
若い果実
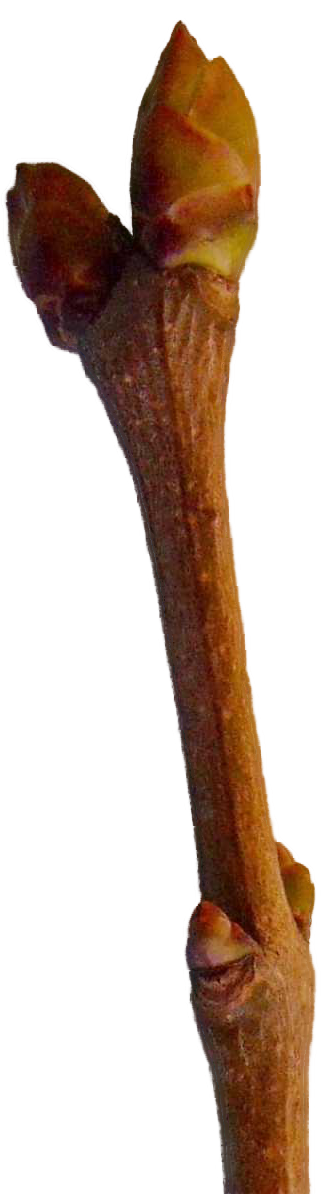
参考：近縁種S. vulgarisの冬芽。仮頂芽、対生、側芽が発達しないのがわかる

### 類似種
近縁種の判別は葉および幼条の毛の有無が大きなポイントで、他に葉や古枝の色形を見ることで見分けられる。

## 生態
同科トネリコ属（タモ類）の樹木と共に渓流沿いや湿地周辺などに比較的よく出現する樹種とされる。群衆生態学や植物社会学的には湿地に出現する樹種のうち、特にハルニレが生えるような場所に出現する樹木としてハシドイやヤチダモが上がることが多い。
河畔以外にも他の植物が嫌う石灰岩質の土壌でもしばしば観察され、耐性があると見られる。石灰岩地に出現する植物は栄養学的にアルミニウムやマンガンの過剰、およびカルシウム、カリウム、リン酸などの欠乏に敏感だと考えられている。
更新は実生によるもののほか、萌芽更新をよく行うことも生態的な特徴の一つである。
シカが好む植物の一つである。樹皮剥ぎをされるとニレ類ほどではないが、時に枯死することもある。シカによる樹皮剥ぎの目的には食物としてのものと角を研ぐためのものがある。どちらかに偏る樹種もあるが、ハシドイの被害はどちらもみられるという。
テントウムシ類によく似たハムシであるテントウノミハムシはモクセイ科樹木の葉を食べ、本種もその対象の一つであるがヒイラギモクセイ、ムラサキハシドイ（ライラック）やキンモクセイと比べるとハムシの嗜好性は比較的低くあまり食べられないという。

## 分布
東アジア地域。本種及び本種とは変種関係にあるマンシュウハシドイも含めると日本の北海道から九州、および朝鮮半島一帯とその周辺に分布するとされている。

## 人間との関係

### 風致
ライラックの近縁種であり、芳香のある花を付けることから庭園樹、並木に用いられることがある。ただし、ライラックに比べると庭園や公園に植えられることは極めて少なく、幹肌が美しくないことがその理由になっているとみられている。苗木作成法は実生で十分で、秋に採取した種子を採り撒きないし春に撒く。採り撒きした場合、翌年春ではなく翌々年に春がするものも多い。平均最終発芽率は50％前後。実生は水切れとさび病に弱いので日陰管理かつ殺菌剤を適宜散布する

### 木材
ハシドイの道管の道管の配置は散孔材である。同科トネリコ属は一般に環孔材である。気乾比重は0.6程度、辺材は黄白色、心材は黄褐色で境は明瞭である。材は極めて堅く、水に強くて腐りにくいことで知られており、土台や杭の材に用いられる。

### 薬用・香料
花には芳香があり、花および根を香料ないし香料の賦与剤として使うことがある。

### 種の保全状況
関東地方以南を中心にレッドデータブックに掲載する都道府県は多い。山形県、埼玉県、奈良県、徳島県、福岡県で絶滅危惧Ⅰ類、新潟県、山梨県、静岡県、三重県、島根県、広島県、愛媛県で絶滅危惧Ⅱ類、愛知県と岐阜県で準絶滅危惧種に指定されている。近縁種マンシュウハシドイ（ハシドイと別種ではなく変種関係にすることがある）は熊本県および宮崎県で絶滅危惧Ⅰ類、岩手県で情報不足とされている。

### 象徴
アイヌの重要な儀式用具であるイナウの幹の部分にハシドイを用いることがあった。ハシドイ材で作ったイナウは地面に挿しておいても腐りにくいことが高く評価されていた。昔ハシドイを用意できずにカツラ材でイナウを作った男がいたが、ほどなくしてイナウが腐って倒れてしまい、男も死んでしまったというような言い伝えもあったという。ハシドイは火にくべたときによく爆ぜることから、おしゃべりの好きな火の神の木であるとする地方もあるという。

#### 自治体の木
- 北海道釧路市

## 名称
標準和名「ハシドイ」の由来はよくわかっていない。一説には開花期の見た目に因む説がある。花序がある高さに固まって咲く姿、特に最上部のものは端部に集まって咲いているように見えることから「端に集う花の木」ということで「ハシツドイノキ」が「ハシドイ」に転訛したというものである。方言名由来説もあり、倉田（1963）には木曽地方の方言名として「ハシドイ」が掲載されている。由来不明とすることも多い。
同科のトネリコ属（いわゆるタモ類）が多数の方言名を持つのに比べて、ハシドイの方言名は非常に少ない。数少ない名前もだいたいはほかの樹木に似ていることを指すものであり「ドスナラ」（北海道）、「ヤチカバ」「サカバ」「サワカバ」（岩手県ほか）、「ヤチザクラ」「クソザクラ」（甲信地方）、「エゴノキ」（尾張地方）などがある。サクラに似ているという名前が多く、実際に樹皮や葉は若干似る。樺細工に使うのもサクラが多く、「カバ」系もここからとみられるが、樹皮が薄く剥がれるところなどはシラカンバなどのカバノキ属（Betula）にも似る。「ナラ」は材質の硬さに因むとみられる。標準和名エゴノキ（Styrax japonica、エゴノキ科）は初夏に白い花が咲く亜高木である点や白い花が固まって咲く点がハシドイに若干似る。
近年の北海道は地域によっては樹木の方言名の残存率が非常に低いことが指摘され、足寄町における調査ではイチイ（Taxus cuspidata）を「オンコ」と呼ぶことぐらいしか確認できず、ハシドイにも方言名は無かったという。
アイヌ語名は樹木全体を指して「プンカウ」ないし「プスニ」と呼び、特に「プンカウ」は北海道全域で通じたという。「プスニ」（跳ねる木）はやや崩れた表現で日常的にはこちらを主に使う地方もあった。由来はハシドイを火にくべたときによく爆ぜるからだという。宮部（1949）では「プスニ」は知里（1953）と同じ、「プンカウ」の意味は「柱の木」としている
変種関係にあるマンシュウハシドイの「マンシュウ」は満州で分布地に因むもの。種小名 reticulataは「網目の」という意味があるが、どの部分を指したものなのかは不明である。

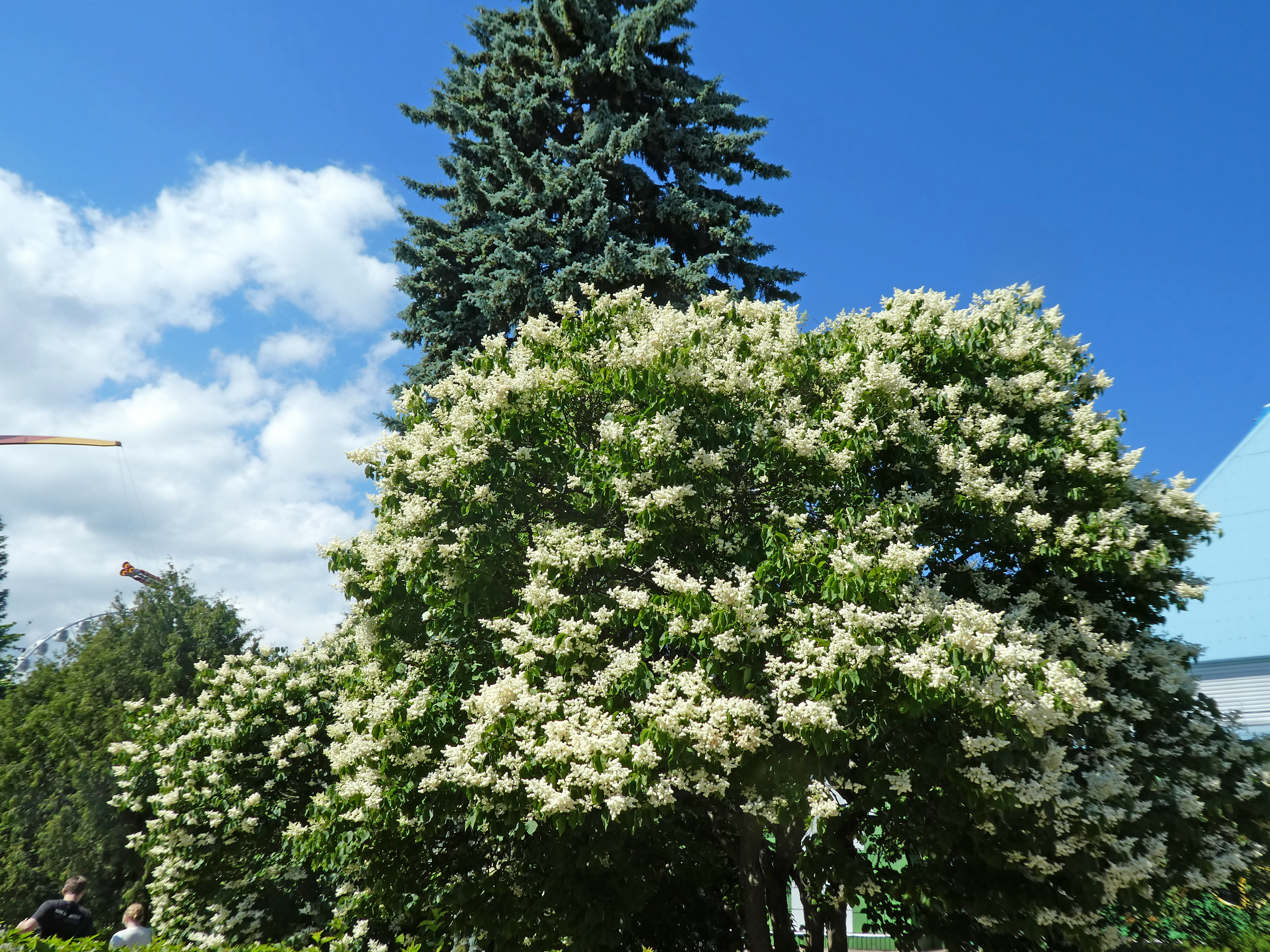
白い花は枝先に付く
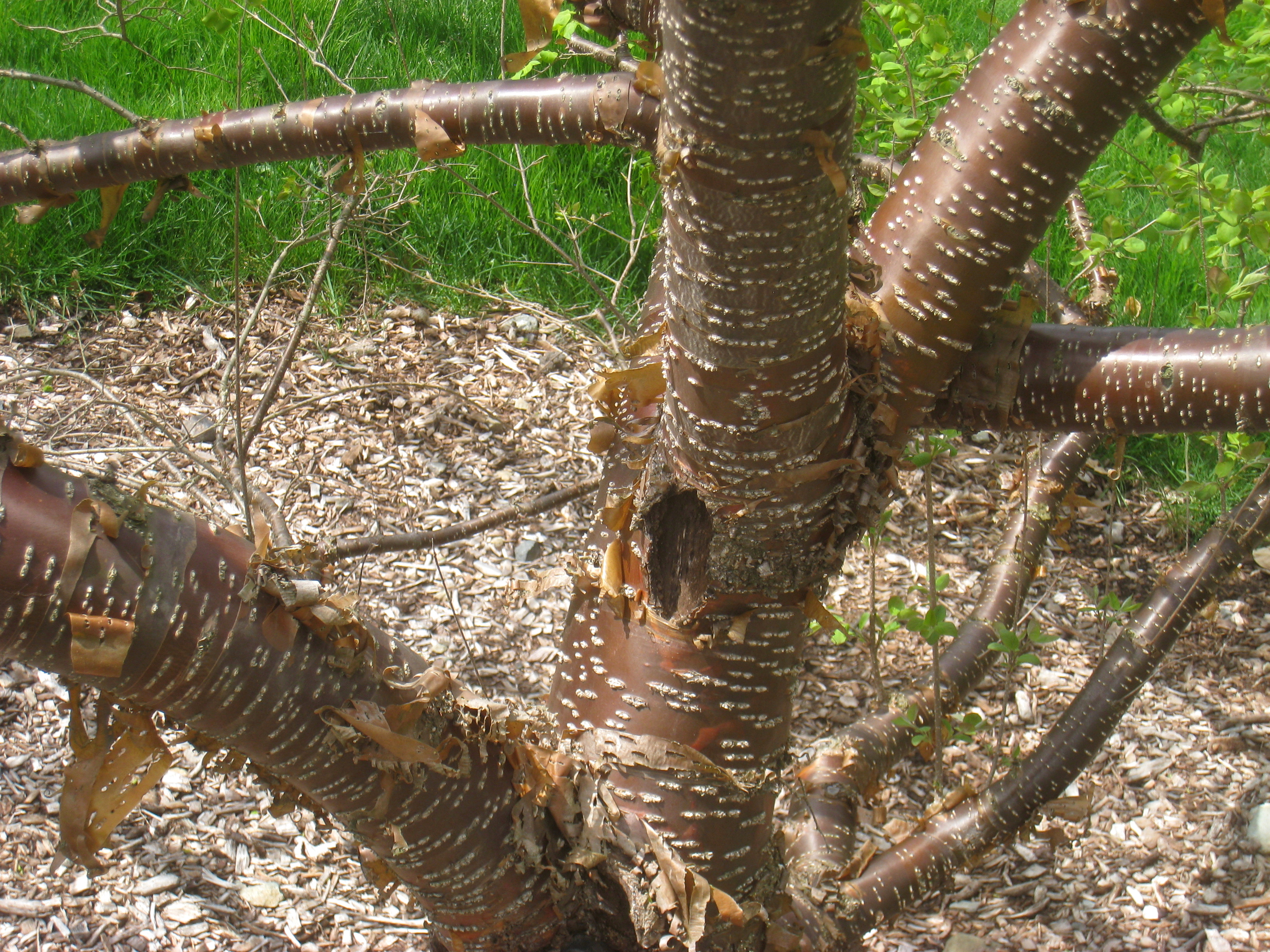
ハシドイの樹皮
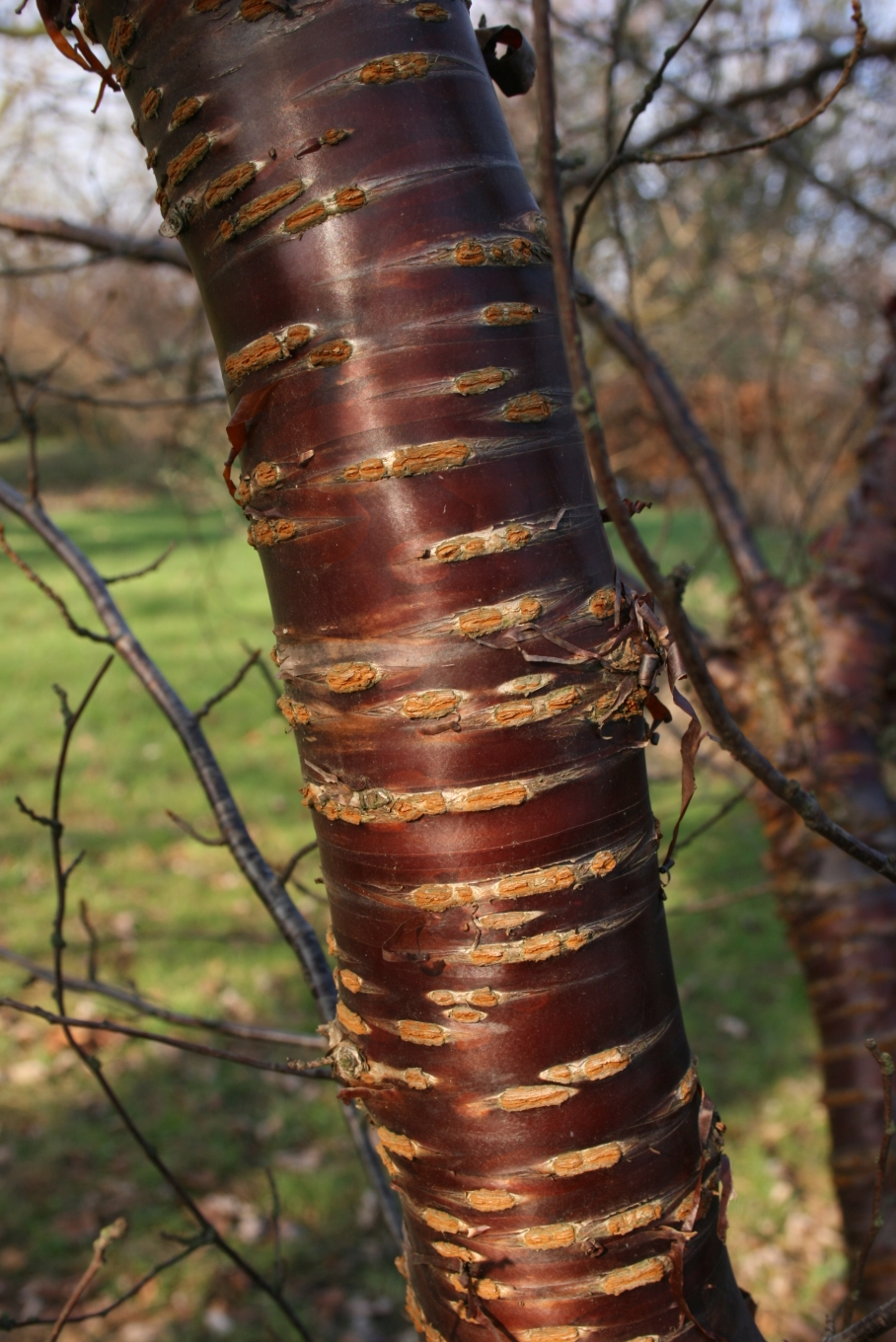
参考：サクラ属の樹皮
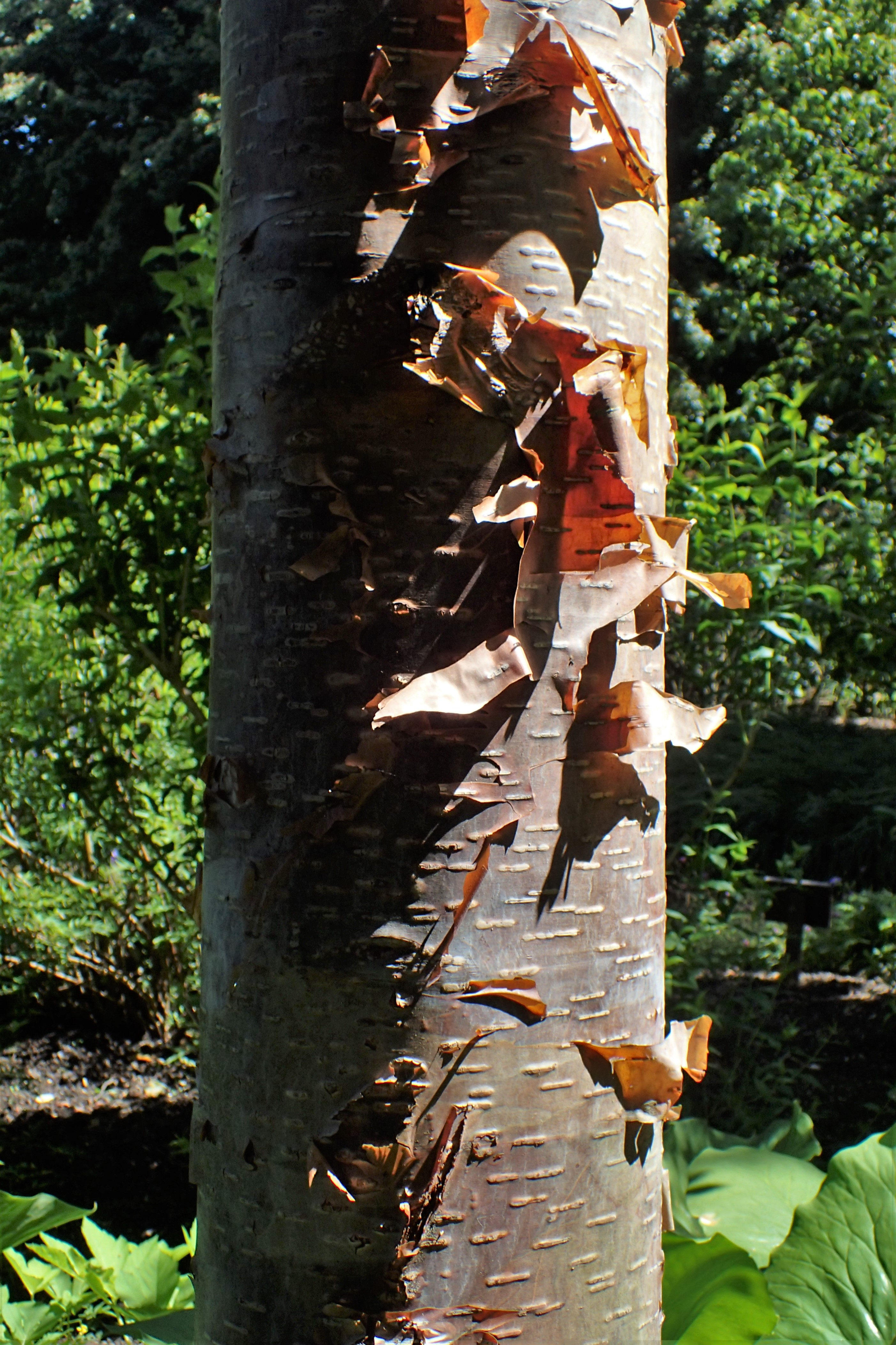
参考：カバノキ属の樹皮
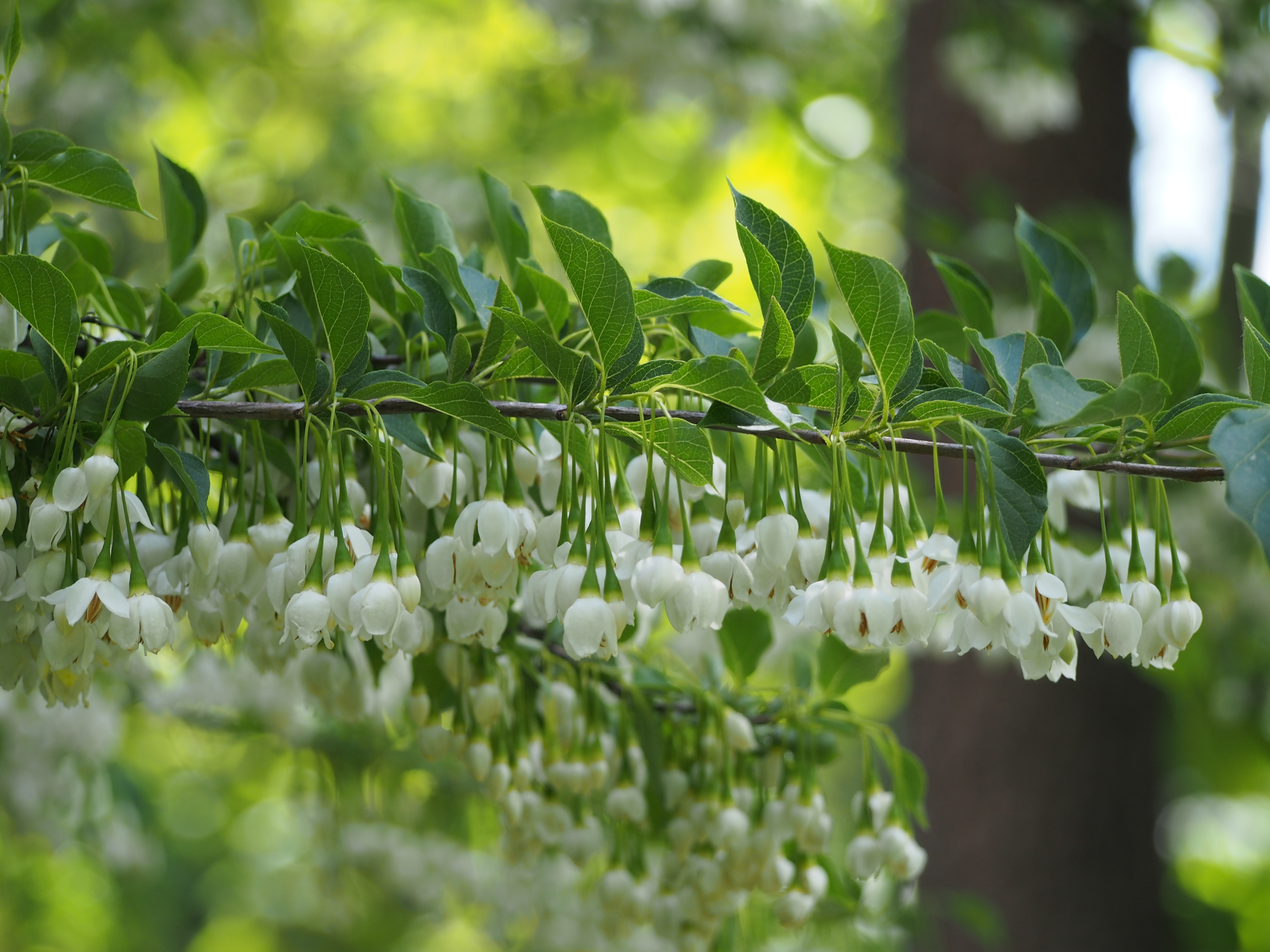
参考：エゴノキの花

## 種類
次の3つの亜種に分けられる。
- S. reticulata subsp. reticulata：日本に分布
- S. reticulata subsp. amurensis (Rupr.) P.S.Green & M.C.Chang（syn. S. reticulata var. mandschurica (Maxim.) H.Hara）マンシュウハシドイ：中国東北部・朝鮮・沿海地方・日本に分布
- S. reticulata subsp. pekinensis (Rupr.) P.S.Green & M.C.Chang.：中国中北部に分布